# Christmas Time (canção de Christina Aguilera)
"Christmas Time" é uma canção da cantora norte-americana Christina Aguilera, gravada para seu primeiro álbum de natal My Kind of Christmas. Foi escrita por Alex Alessandroni, Chaka Blackmon, Steven Brown e Ron Fair, enquanto que a produção ficou a cargo de Celebrity Status e Fair.A canção é uma das quatro canções gravadas originalmente para o álbum, incluindo Xtina X'mas, ou seja, não é uma canção gravada por diversos cantores em tempos de natal. A canção deriva de origens estilísticas de Pop e Natalino.
A canção recebeu críticas positivas dos críticos da música, onde elogiaram sua energia e carisma na música. "Christmas Time" não recebeu nenhum tipo de divulgação, ao contrário de seu primeiro single natalino, "The Christmas Song", que chegou ao número #18 na Billboard Hot 100, e em #22 na principal tabela musical do Canadá, a Canadian Hot 100. Porém, a canção chegou ao número #1 na parada musical da Indonésia, se tornando o single natalino mais vendido no país. A canção foi apresentada através do seu DVD, My Reflection, com Lil' Bow Wow.

## Antecedentes e composição
"Christmas Time" é uma canção Pop e Natalino, com influências de R&B. Foi escrita por Alex Alessandroni, Chaka Blackmon, Steven Brown e Ron Fair, enquanto que a produção ficou a cargo de Celebrity Status e Fair. Além de ser o executivo de Aguilera e ajudar na produção de "Christmas Time", Fair colaborou com outros produtores no primeiro álbum de estúdio de Aguilera, Christina Aguilera (1999) e Mi Reflejo (2000). A canção é uma das quatro composições originais do seu primeiro álbum natalino My Kind of Christmas. Como a maioria das canções do álbum, esta também foi gravada no segundo semestre de 2000, durante uma das turnês de Aguilera. Na canção, a voz de Aguilera chega a até G#5 na Voz mista.

## Recepção
A canção recebeu críticas geralmente positivas dos críticos da música. Susan Janicka da All Music afirmou que "Christmas Time é uma "faixa de natal, com um refrão memorável.E ainda conta com a grande influência de Aguilera no R&B". E finalizou dizendo que "a canção combina muito com o estilo do primeiro álbum da cantora". Em uma revisão comentando sobre cada faixa do álbum My Kind of Christmas, a Entertainment Weekly deu uma revisão positiva para a canção, a chamando de "um sucesso" e destacando-a como "uma das melhores canção natalinas originais de todos os tempos". Lachlan Sutherland da Slant Magazine, disse que a canção "tem muito carisma, onde leva uma canção de Natal ao gênero de R&B de uma forma agradável".Stephen Thomas Erlewine da Allmusic se mostrou ainda mais positivo em relação a canção, e disse "É difícil pensar que uma artista teen poderia fazer um álbum de Natal com canções tão sólidas e originais, como This Year e Christmas Time" e declarou que "Christmas Time" é a melhor canção do álbum.

## Videoclipe
O vídeo para a canção, dirigido por Lawrence Jordan, foi gravado durante um concerto de Aguilera. No vídeo, a cantora realiza a coreografia da canção, criada por Tina Landon. O vídeo está disponível em DVD seu DVD My Reflection.

## Apresentações ao vivo
Em 2001, uma das apresentações ao vivo da canção foram gravadas e lançadas através do seu DVD My Reflection.A interpretação da canção foi feita em um medley com "So Emotional", de seu primeiro álbum de estúdio Christina Aguilera, ambas as apresentações foram feitas com o rapper Lil' Bow Wow.

## Faixas e formatos
| CD Single |                  |         |  |
| N.º       | Título           | Duração |  |
| 1.        | "Christmas Time" | 4:02    |  |
| 2.        | "This Year"      | 4:14    |  |

## Desempenho nas paradas musicais

### Posições
| Tabela musical (2000)            | Melhor posição |
| -------------------------------- | -------------- |
| Indonésia (Creative Disc Top 50) | 1              |